# Linguagem do pensamento
A linguagem do pensamento é uma teoria devida principalmente ao filósofo Jerry Fodor, que descreve os pensamentos como representados numa linguagem (por vezes designada mentalês). Este sistema permite que pensamentos complexos sejam construídos a partir da combinação de pensamentos mais simples, de diversas maneiras. Na sua forma mais simples, a teoria afirma que o pensamento segue as mesmas regras que a linguagem, isto é, tem uma sintaxe.
O termo foi provavelmente utilizado pela primeira vez neste contexto, em 1973, por Gilbert Harman